# 興産信用金庫
興産信用金庫（こうさんしんようきんこ、英語：Kosan Shinkin Bank）は、東京都千代田区に本店を置く信用金庫である。

## 沿革
- 1923年（大正12年）3月 - 有限責任興産信用組合として設立。
- 1951年（昭和26年）10月 - 興産信用金庫に改組。
- 1954年（昭和29年）3月 - 葛飾信用金庫と合併。
- 2000年（平成12年）6月5日 - 神田信用金庫（1999年4月23日破綻公表）を救済合併。
- 2002年（平成14年） - せいか信用組合、東京食品信用組合、第三信用組合より事業一部譲受。
- 2006年（平成18年）3月2日 - 会長、理事長をはじめとする幹部役職員が暴力団系関連会社に不正融資して信金に損害を与えたとして背任の容疑で逮捕される。
- 2008年（平成20年）11月25日 - 本部機能を神田紺屋町（本店所在地については存続）から神保町支店が入居している神田神保町のコウサンビルに移転。
- 2023年（令和5年）8月7日 - この日から磁気の影響を受けにくい新しい通帳（Hi-Co通帳）を取扱開始した(Hi-Co通帳に対応していない信用金庫ATMではHi-Co通帳は使えない。)[2]。

## 関連会社
- 株式会社こうしんサービス
- 株式会社こうさんビジネスサービス